# Contea di Alpine
La contea di Alpine, in inglese Alpine County, è una contea dello Stato della California, negli Stati Uniti. La popolazione al censimento del 2000 era di 1 208 abitanti, ed è la contea meno popolata della California. Il capoluogo di contea è Markleeville.

## Geografia fisica
La contea si trova nel centro-est dello Stato, sulla Sierra Nevada, tra il Lago Tahoe e lo Yosemite National Park. L'U.S. Census Bureau certifica che l'estensione della contea è di 1925 km², di cui 1913 km² composti da terra e i rimanenti 12 km² composti di acqua. Si stima che il 95% del territorio sia gestito dal Servizio forestale degli Stati Uniti.

### Contee confinanti
- Contea di Douglas (Nevada) - nord
- Contea di Mono - est
- Contea di Tuolumne - sud
- Contea di Calaveras - sud-ovest
- Contea di Amador - ovest
- Contea di El Dorado - nord-ovest

## Storia
I primi abitanti della contea furono i nativi Washo. La contea di Alpine fu costituita nel 1864 dopo il boom economico dovuto alla scoperta del filone d'argento di Comstock Lode, ed è stata formata con parte dei territori delle contee di Amador, El Dorado, Calaveras e Tuolumne. Il nome venne suggerito dai primi abitanti per la sua somiglianza con la loro terra di origine: le Alpi svizzere. Al momento della sua creazione contava circa 11 000 abitanti e il capoluogo era Silver Mountain City. Nel 1868, le miniere d'argento si esaurirono e la popolazione scese a circa 1 200 persone. Il capoluogo venne spostato a Markleeville nel 1875.
Passata la corsa all'argento, l'economia della contea di Alpine County si basò interamente su agricoltura, allevamento e taglio di legname. Negli anni Venti, il numero dei residenti precipitò a 200. Con la costruzione degli impianti sciistici di Bear Valley e Kirkwood alla fine degli anni Sessanta, la popolazione è cresciuta al livello attuale.

## Infrastrutture e trasporti

### Principali strade ed autostrade
- California State Route 4
- California State Route 88
- California State Route 89

## Comuni
La contea non ha comuni incorporati.

### Census-designated places
- Alpine Village
- Bear Valley
- Fredericksburg
- Kirkwood
- Lake Alpine
- Loope
- Markleeville (capoluogo)
- Mesa Vista

- Paynesville
- Sorensens

- Woodfords